# Charl Landvreugd
Robert Charl Landvreugd (Paramaribo, 22 maart 1971) is een in Suriname geboren beeldend kunstenaar, onderzoeker, educator en tentoonstellingsmaker (curator/conservator), overwegend werkzaam in Nederland.

## Biografie
Charl Landvreugd groeide op in Rotterdam in een tijd waarin Nederland voor verschillende migrantengemeenschappen een thuis werd. Een Havo/Vwo-opleiding aan onder andere het Citycollege St. Franciscus werd niet voltooid. Hij stopte voortijdig omdat hij door leerkrachten werd gezien als 'onhandelbaar'. Hij ging aan het werk als danser bij de clubs RoXY en iT in Amsterdam en was bedrijfsvoerder bij Club Eye in Rotterdam. Rond de eeuwwisseling startte hij met een studie aan het Goldsmiths College in  Zuid-Londen, onderdeel van de Universiteit van Londen, waar hij bachelors behaalde in beeldende kunst en in kunstgeschiedenis. Vervolgens behaalde hij in 2010 een master in Critical en Curatorial Studies aan de Columbia University in New York en een PhD (de Anglo-Amerikaanse variant op de academische titel doctor) in in Curating Contemporary Art aan het Royal College of Art in Londen. Voor zijn PhD-dissertatie onderzocht hij of het mogelijk is om kunstenaars met een migratieachtergrond als 'cultuureigen' te beschouwen in het Nederlandse kunstlandschap.
Als kunstenaar maakt Landvreugd sculpturen, installaties, keramiek, video, performances, fotografie en geschreven werk waarbij de focus ligt op de productie van afro-subjectiviteit in Nederland en Europa. Hij schept nieuwe kaders voor het denken over migratiegeschiedenis, cultuur en historische machtsrelaties.
Van 2010-2019 was hij werkzaam voor Centrum Beeldende Kunst Amsterdam-Zuidoost. Een deel van die periode (2014-2016) was hij adviseur voor het Amsterdams Fonds voor de Kunst, in 2019 was hij er lid van de Raad van Toezicht. Hij was ook lid van de Commissie voor Tekeningen (2015-2020) en adviseur voor de Raad voor Cultuur (2017-2019).
Na sollicitatiegesprekken in 2019 en 2020 met Rein Wolfs, directeur van het Stedelijk Museum Amsterdam, werd Landvreugd in oktober 2020 Hoofd Onderzoek en Curatorial Practice bij dat museum; een dergelijke functie was er daarvoor nog niet bij dat museum. Wolfs wilde zowel de kunst in het museum als de organisatie zelf inclusiever maken; een project dat door Sarah Vos werd vastgelegd voor White balls in walls. Naast zijn werk bij het museum is hij verbonden aan het Masters Institute of Visual Cultures Akademie voor Kunst en Vormgeving St. Joost als Pathway Leader van de Visual Arts & Post-Contemporary Practices, en lid van de Akademie van Kunsten. In 2021 was hij voorts lid van de Raad van Toezicht van Het Nationale Theater.